# بوره (امیلیا-رومانیا)
بوره (به ایتالیایی: Bore) یک کومونه در ایتالیا است که در استان پارما واقع شده‌است. بوره ۴۳ کیلومتر مربع مساحت و ۸۳۳ نفر جمعیت دارد.